# Mauro Silvano Lombardi
Mauro Silvano Lombardi (Carrara, 19 luglio 1922 – Massa, 28 aprile 1973) è stato un politico e partigiano italiano.
Durante la guerra militò nelle file della brigata Ulivi sez. Gino Menconi.
Esponente del Partito Comunista Italiano, fu eletto alla Camera in occasione delle elezioni politiche del 1968, in cui ottenne 18.705 preferenze; fu rieletto alle politiche del 1972 con 16.229 preferenze.
Morì durante il mandato parlamentare; gli subentrò Federico Pietro Mignani.